# Pseudonemacladus oppositifolius
Pseudonemacladus oppositifolius là loài thực vật có hoa trong họ Hoa chuông. Loài này được (B.L.Rob.) McVaugh miêu tả khoa học đầu tiên năm 1943.